# 希爾萬沙王朝
希爾萬沙（Shirvanshah，波斯語：‎，也可拼寫為Shīrwān Shāh，或是Sharwān Shāh）是公元9世紀中期至16世紀初期，希爾萬王朝統治者的頭銜。他們的祖先來自阿拉伯的亞茲德王朝（Yazidids），但王朝很快就波斯化，希爾萬沙家族在希爾萬（位於現代阿塞拜疆）建立一個當地的王朝。後來的希爾萬王朝也被稱為卡斯蘭尼王朝或是卡卡尼德王朝（Kaqanids）。
希爾萬王朝存續期間（從公元861年到1538年間），或是獨立，或是作為強權的附庸，在伊斯蘭世界中比其他任何一個朝代都長命，他們以對文化的支持而為後人所知。王朝歷史中有兩個分開而強大的時期：第一次是在十二世紀由國王Manuchehr和他的兒子阿赫希坦一世統治時期，他們在巴庫建立一個穩固的據點，第二次是在第十四世紀末和十五世紀易卜拉欣一世（出身於傑爾賓特這一分支（Derbendid dynasty））開始統治的一段時間。

## 起源
“希尔万沙”這個頭銜似乎可追溯遠在伊斯蘭教在阿拉伯半島崛起之前。波斯地理學者伊本·胡爾達茲比赫提到，希爾萬沙是當地的統治者之一，從薩珊王朝開國君主阿爾達希爾一世得到這個頭銜。另一位波斯地理學者拜拉祖里還提到，阿拉伯人征服波斯期間，曾遭逢一位希爾萬沙，還有附近的另一統治者剌讓沙，兩者都歸順予奧斯曼·本·阿凡（伊斯蘭教歷史上四大哈里發中第三代哈里發）所任命的軍事指揮官萨勒曼·伊本·拉比赫。

## 歷史

### 王朝崛起
從8世紀後期開始，希爾萬受到阿拉伯的亞茲德·伊本·馬茲亞德·沙巴尼（卒年公元801年）及其家族成員所統治，他被阿拔斯王朝哈里發哈倫·拉希德任命為這個地區的總督。他的後代馬茲雅德王朝（也稱亞茲德王朝，Yazidids）統治希爾萬作為獨立的王朝，直到14世紀。從起源上講，亞茲德王朝是源自阿拉伯的巴努·謝班部落，他們祖先是阿拔斯王朝軍隊中的高級將領和總督。阿拔斯王朝哈里發穆塔瓦基勒}被長子及繼位者在861年唆使哈里發的突厥人侍衛暗殺後，全國混亂前後有10年（請參考薩瑪拉的無政府狀態），亞茲德·伊本·馬茲亞德·沙巴尼的曾孫-海瑟姆·伊本·哈立德此時自行宣布獨立，冠上 Shirvanshah（希爾萬沙阿，即希爾萬的君王）這個遠古的頭銜。王朝一直統治希爾萬，時而是獨立國家，時而是附庸國，直到被薩非王朝所征服。
關於這個朝代的早期歷史的重要著作，一部由匿名作者寫的《Ta hisrikh Bab al-Abwab(“傑爾賓特歷史”)》（與希爾萬王朝有關部分，請參閱傑爾賓特，英文版“Shirvanshah era”的部分），這本書由鄂圖曼帝國歷史學家艾哈邁德·魯特弗拉（首席天文學家）所保存，關於朝代記載的最後日期為回曆468年/公元1075年。東方學學者弗拉基米爾·米諾斯基於1958年將這一重要著作翻譯成英文。從這本書中我們得知，希爾萬沙的歷史與傑爾賓特（Bab al-Abwab，或寫為Derbent）的阿拉伯巴努·謝班部落家族的歷史緊密相關，兩個阿拉伯家族之間經常通婚，希爾萬王朝也經常，陸續的統治過傑爾賓特。
弗拉基米爾·米諾斯基在他的著作《10至11世紀的希爾萬和傑爾賓特歷史》中把希爾萬王朝分為四個部分：1.希爾萬沙時期（薩珊王朝指定他們保護北部邊境）；2. 馬茲亞德王朝時期，3.卡斯蘭尼王朝；4. 傑爾賓特家族或稱傑爾賓特王朝時期。
匿名作者所撰寫的《世界境域志》（Hodud al-Alam）時期（約公元982年），希爾萬沙（建都在Yazīdiyya，即後來的沙馬基）併吞庫爾河以北的鄰國，並因此獲得額外剌讓沙（Layzan Shah），以及Khursan Shah的頭銜。我們也可看出這個源自阿拉伯族裔的王朝，波斯化的進程。根據《伊斯蘭百科全書》：“在統治者希爾萬的亞茲德二世（在位時期：回曆381年到418年/公元991年到1028年）之後，阿拉伯名稱被波斯名稱如Manūčihr，Ḳubādh，Farīdūn等所取代，很可能是反映出他們與當地氏族，也可能與之前的夏巴朗王朝國都中原統治者後裔通婚的結果。亞茲德人現在開始聲稱自己的血統（nasab），可追溯到薩珊王朝國王巴赫拉姆五世或霍斯勞一世。”弗拉基米爾·米諾斯基認為，對這個阿拉伯家族進行波斯化的最可能解釋，可能是與古代夏巴朗統治者的家族之間的婚姻聯繫有關。他進一步指出：“薩珊王朝譜系的吸引力可能遠高於追溯亞茲德·伊本·馬茲亞德·沙巴尼的譜系更具吸引力。”有兩頭獅子的王朝紋章可能使人想起列王紀的中巴赫拉姆五世的故事 - 巴赫拉姆五世必須從兩頭獅子之間奪取王冠才能被承認為國王。
根據阿拉伯歷史及地理學家馬蘇第的說法，俄羅斯商人在917年發動500艘船從頓河襲擊裏海地區以及希爾萬。由於希爾萬沙阿里·伊本·海薩姆（Ali ibn Haysam）缺乏船隻與之對抗，俄羅斯商人得以掠奪這個地區，導致希爾萬沙被廢黜。
在希爾萬沙艾哈邁德·伊本·穆罕默德(Ahmad ibn Muhammad)統治期間，希爾萬曾依賴薩拉里王朝保護，而在薩拉里王朝垮台後再次獨立。
艾哈邁德·伊本·穆罕默德死後，他的兒子穆罕默德繼位，統治期間10年（公元981年-991年）。在頭幾年，穆罕默德把蓋貝萊併入。在983年重修迪維奇城牆，奪下巴爾達，任命穆薩擔任總督。同時也併吞大呼羅珊、塔巴薩蘭、以及舍基。
在10世紀末-11世紀初，他們與傑爾賓特開始衝突（已經持續幾個世紀），他們並在1030年代必須擊退基輔羅斯人和奄蔡人的入侵。
馬茲亞德王朝最後一位統治者是Yazid ibn Ahmad（在位期間1027年到1382年），之後由卡斯蘭尼王朝開始統治。在1032年和1033年，奄蔡人襲擊沙馬基，但被希爾萬沙的軍隊擊敗。

### 塞爾柱人統治
塞爾柱土耳其人在11世紀中葉人由中亞入侵希爾萬，結束阿拔斯王朝對此地的控制，取得政治優勢。卡斯蘭尼王朝維持獨立統治直到1066年，塞爾柱人來到阿蘭時，希爾萬沙法力布茲一世同意成為其附庸，但仍維持獨立。塞爾柱人帶來土耳其語和土耳其習俗。塞爾柱帝國統治龐大的地區，包括整個近東，直到12世紀末為止。在塞爾柱帝國時期，蘇丹朝廷裡面頗有影響力的維齊爾-尼札姆·穆勒克曾協助希爾萬王朝進行許多教育和官僚體系的改革。他在1092年去世，標誌著曾經井然有序的帝國開始衰落，當蘇丹艾哈邁德·桑賈爾在1153年過世後，國勢更進一步惡化。
由於塞爾柱帝國內部在11世紀末和12世紀初為爭奪王位而發生鬥爭，進入崩潰時期，幾位原為帝國任命的總督，趁此時機違抗蘇丹的指揮。
法力布茲一世在1080年代趁同樣受塞爾柱人統治的鄰國衰弱時，把權力擴展到阿蘭，並指派人擔任佔賈的總督。

### 喬治亞人統治

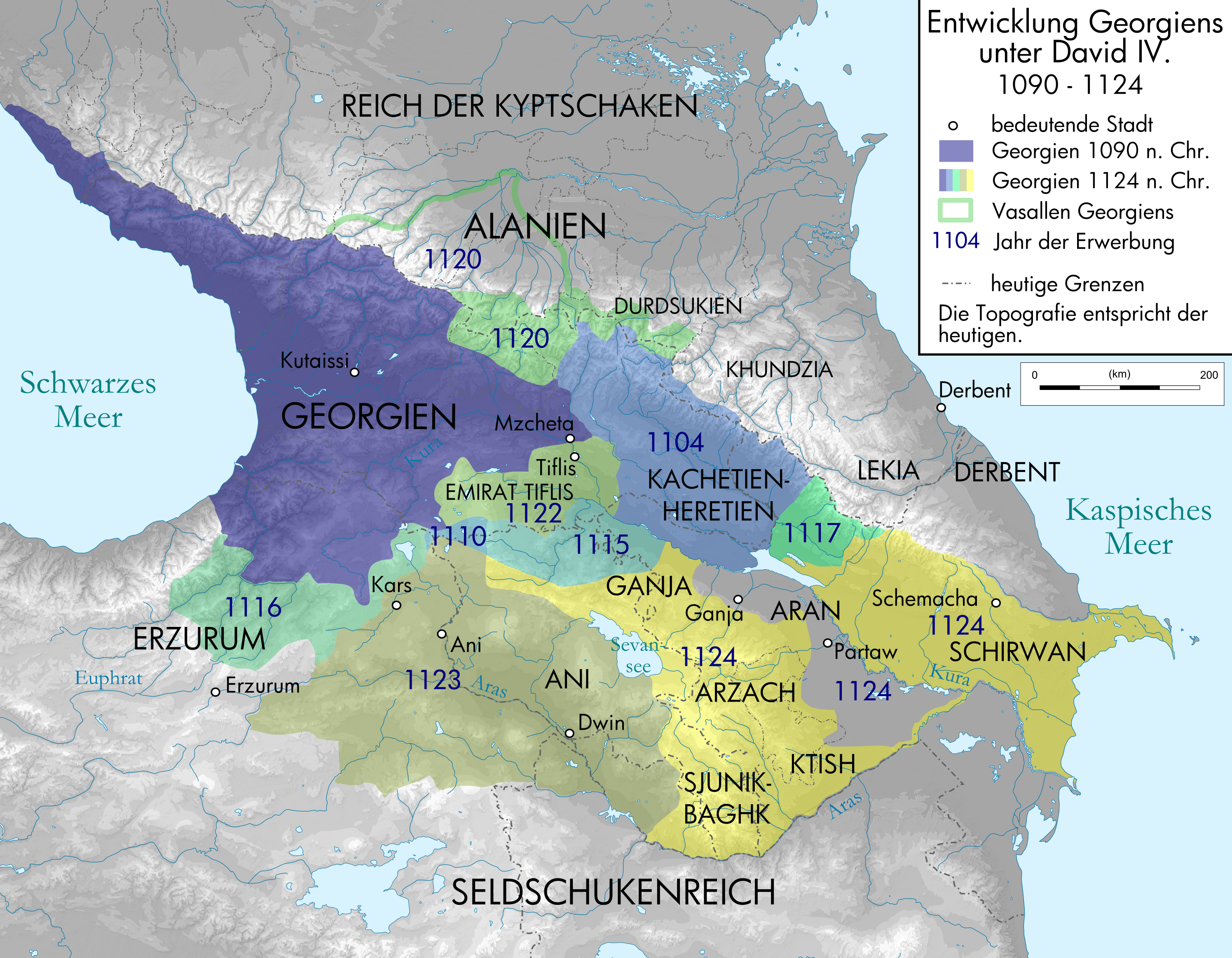
大衛四世統治時期喬治亞王國的領土。

在十二世紀初，開始擴張的喬治亞王國幾次侵入希爾萬。之後，喬治亞人逐步取代塞爾柱人而控制希爾萬。公元1112年，喬治亞的大衛四世將他女兒塔瑪爾嫁給希爾萬王朝阿夫里敦一世國王的兒子-馬努奇三世。在1117和1120年之間，阿夫里敦一世有許多城堡（包括蓋貝萊）被喬治亞大衛四世所佔領。阿夫理敦一世在傑爾賓特作戰期間被謀害，由兒子馬努齊爾三世繼位，瑪努齊爾三世受到妻子塔瑪爾的影響，仍然維持親喬治亞的立場。在塞爾柱帝國與喬治亞王國之間的迪德格里戰役，塞爾柱人取得決定性勝利後，瑪努齊爾三世拒絕向塞爾柱治下的埃爾迪古茲王朝納貢。塞爾柱蘇丹馬哈茂德二世為這短少價值四萬第納爾的貢物，於1123年初發兵攻打希爾萬，佔領沙馬基，瑪努齊爾三世被虜為人質。
公元1123年6月，大衛四世再次發動攻擊，擊敗塞爾柱蘇丹，佔領沙馬基、布格德（Bughurd）、古盧斯坦（Gulustan）、迪維奇等地的城市和要塞。瑪努齊爾三世在大衛四世於1125年過世後，恢復自己的權力，並與他的舅子迪米曲斯一世建立友好關係。塔瑪爾在丈夫瑪努齊爾三世過世後，涉入兒子們間的權力鬥爭，她偏袒幼子，兩人試圖在欽察傭兵的幫助下把希爾萬與喬治亞王國結合為一。瑪努齊爾三世的長子阿赫希坦一世獲得阿塞拜疆埃爾迪古茲王朝的支持，奪得王位，迫使塔瑪爾及其幼子逃往喬治亞。
阿赫希坦一世採行獨立政策，與喬治亞人建立密切關係，也和埃爾迪古茲王朝的建立者埃爾迪古茲，以及他的兒子及繼承人賈翰· 巴列文關係密切。1173年，阿赫希坦一世幫助他的岳父喬治三世 (喬治亞)鎮壓德姆納親王的叛亂。阿克赫坦一世統治時期，基輔羅斯人在1174年發動73艘船，從窩瓦河而來，威脅到庫拉河沿岸，而欽察部落在同一年劫掠傑爾賓特，並佔領迪維奇。阿赫希坦一世向盟友喬治亞王國求助，由於圍困傑爾賓特的做法奏效，喬治三世征服這座城市，並將其移交給希爾萬王朝，強化喬治亞在這個地區的統治地位。他們一起還擊敗並燒毀基輔羅斯的水軍船隻。
阿赫希坦一世試圖干預埃爾迪古茲王朝的內政，並反對齊齊爾·阿爾斯蘭登基的企圖，但以失敗收場。齊齊爾·阿爾斯蘭在1191年入侵希爾萬作為報復，他們攻到傑爾賓特，把整個希爾萬王朝臣服。一年後，沙馬基毀於一場巨大地震，阿赫希坦一世將首都遷到巴庫。在1190年代初期，塔瑪麗統治下的喬治亞王朝開始干預埃爾迪古茲王朝和希爾萬王朝的事務，協助當地敵對的統治者與其對抗，希爾萬淪為附屬國。埃爾迪古茲王朝的統治者阿布巴克試圖阻止喬治亞的進逼，但在盛克戰役中被戴維·索斯蘭擊敗，喬治亞王國在1195年佔領其國都。雖然阿布巴克在一年後恢復統治，但僅能勉強遏制喬治亞的進一步侵襲。

### 游牧民族入侵
希爾萬在1235年因蒙古入侵而遭受巨大創傷，讓它無法在下一個世紀內完全恢復。在13和14世紀，希爾萬是強大的蒙古帝國和帖木兒帝國的附庸。這個王朝的易卜拉欣一世此時開始復興國運，利用狡猾的政治手段，稱臣，朝貢，成功的免於被帖木兒帝國征服。

### 薩非王朝統治

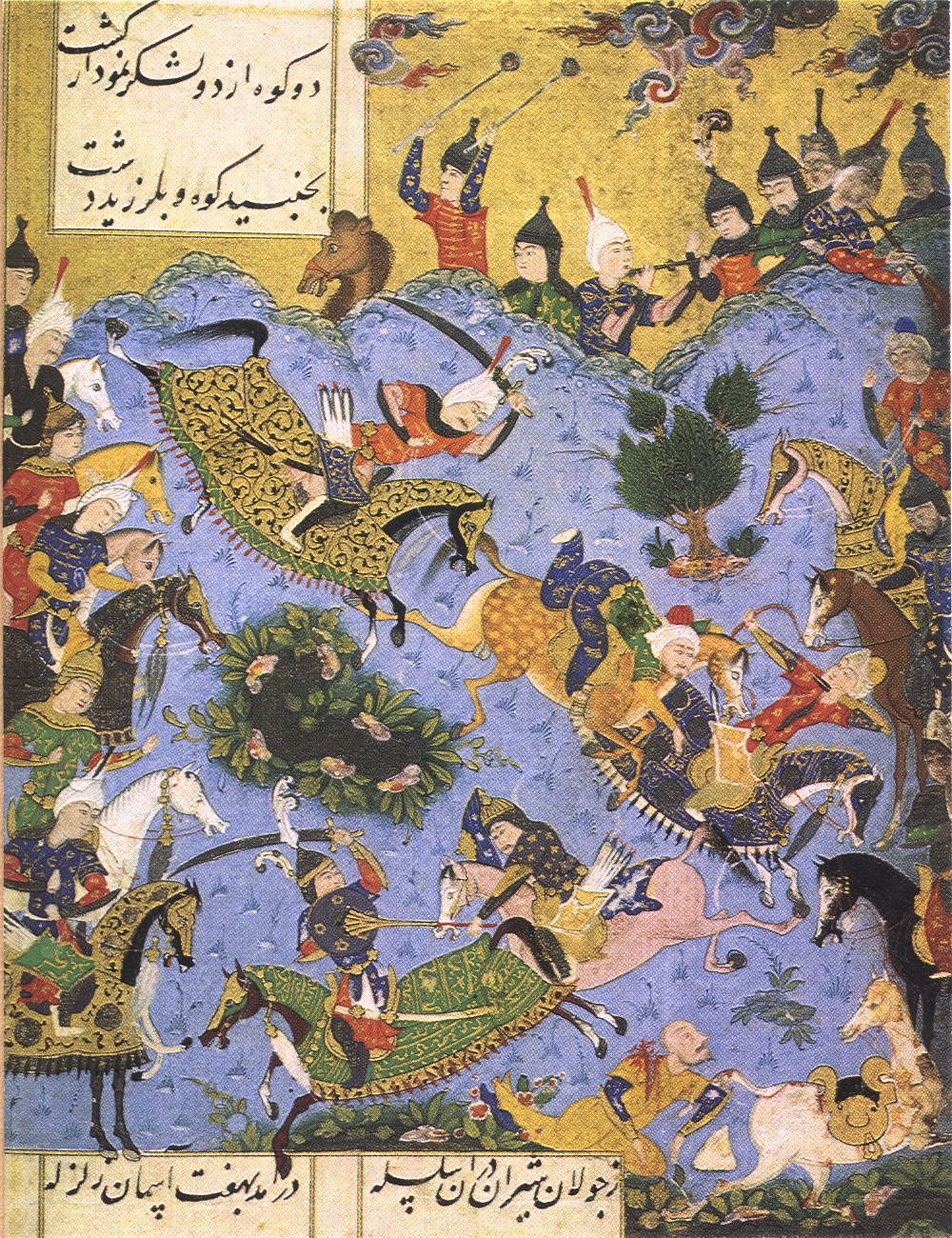
薩非王朝征服希爾萬王朝過程中，兩位統治者-伊斯梅爾一世和法魯克·亞薩爾間的決戰。

希爾萬沙或多或少是信奉伊斯蘭教的遜尼派。薩非王朝的早期領袖謝赫·朱納德在1462年與希爾萬王朝在哈奇馬斯附近的戰鬥中喪生，薩非王朝的人從未忘記這件事。為替被殺的先人復仇，薩非王朝開國君主伊斯梅爾一世在1500年到1501年間入侵希爾萬，雖然薩非王朝的軍隊人數較少，但經過激烈的戰鬥，伊斯梅爾一世擊敗希爾萬沙法魯克·亞薩爾，法魯克·亞薩爾和他的軍隊全數遭到殺戮。伊斯梅爾一世隨後攻克並洗劫巴庫，席爾萬前統治者的陵墓全被挖開，遺骸被拉出而焚燒。巴庫絕大部分人口被迫轉而信奉伊斯蘭教的什葉派。
希爾萬作為薩非王朝的附庸幾年後，伊斯梅爾一世的兒子和繼位者塔赫瑪斯普一世（在位期間1524年到1576年）在1538年派任第一位總督去統治當地，希爾萬最後淪為薩非王朝的一個行省。

## 波斯詩歌
希爾萬王朝以鼓勵和贊助波斯詩歌而聞名。眾多的詩人或是進入宮廷當御用詩人，或是撰寫詩歌讚頌統治者，以卡克尼和尼扎米兩位最為出名。尼扎米為希爾萬沙札蘭丁創作波斯史詩《萊拉和瑪吉努》（Layla and Majnun ，故事最早源自阿拉伯），他還讓自己的兒子陪伴統治者的兒子唸書。卡克尼本人在青年時期就自己取筆名為“哈奇奇”（Haqiqi，英譯為“Seeker”）。進入統治者法赫爾·迪爾·馬努切爾·費雷敦·西爾文沙（又稱Khaghan Akbar）的宮廷後，他選擇另一個筆名 Khaghani（卡克尼），同時還擔任統治者兒子阿克薩坦（Akhsatan）的宮廷詩人。在希爾萬王朝統治時期，其他詩人和作家有法拉基·希爾瓦尼、阿齊茲·希爾瓦尼（Aziz Shirvani）、賈馬爾·哈利勒·西爾瓦尼（Jamal Khalil Shirvani）、巴赫蒂亞爾·希爾瓦尼（Bakhtiyar Shirvani），以及在賈馬爾·哈利爾·西爾瓦尼（Jamal Khalil Shirvani）匯集的波斯詩詞選集《 Nozhat al-Majales，英譯為“Joy of the Gatherings/Assemblies”》中提到的其他許多人。

## 建築
希爾萬宮殿擁有阿塞拜疆Shirvan-Absheron建築風格（請參考阿塞拜疆古代建築）中最大規模的傑作，位於巴庫內城。這個建築群包括宮殿的主體建築（稱為Divanhane）、統治者陵寢、統治者的御用清真寺和宣禮塔、哲學家及科學家希伊德· 亞雅· 巴庫維陵墓、東門 – 也稱 Murad's gate、水池、還有浴室的的部分遺跡。希爾萬王朝在國內各地建造許多防禦性城堡，以抵抗經常發生的外國入侵。從包含少女塔、城牆圍繞的城市巴庫、和在阿普歇倫半島的許多中世紀城堡、到希爾萬和沙基（Shaki）山脈的堅固據點，都有許多中世紀經典的軍事建築。統治者卡利魯拉一世（易卜拉欣一世之子）和法魯克· 亞薩爾（易卜拉欣一世之孫）在位期間是王朝最成功的時期。在巴庫的希爾萬宮殿的建築群也是在15世紀中期，這兩位的統治期間所建造，這裡也有王室和卡瓦迪修道會（Halwatiyya Sufi khaneqa，伊斯蘭蘇菲主義兄弟會）的陵墓區域。

## 希爾萬沙統治者名錄
| 王朝紋章              | 名稱                                                                        | 統治起始年 | 統治終止年 | 和前任統治者關係                             |
| --------------------- | --------------------------------------------------------------------------- | ---------- | ---------- | -------------------------------------------- |
|                       | 海瑟姆·伊本·哈立德                                                          | 861        | ?          | 被阿拔斯王朝哈里發穆塔瓦基勒任命為希爾萬總督 |
|                       | 希爾萬的穆罕默德一世                                                        | ?          | ?          | 海瑟姆·伊本·哈立德之子                       |
|                       | 希爾萬的海瑟姆二世                                                          | ?          | 約 913     | 希爾萬的穆罕默德一世之子                     |
|                       | 希爾萬的阿里                                                                | 913        | ?          | 希爾萬的海斯姆二世之子                       |
|                       | 希爾萬的穆罕默德二世 也是剌讓沙                                             | ?          | 917        | 海瑟姆·伊本·哈立德侄子                       |
|                       | 阿布·塔河·亞茲德 也是剌讓沙                                                 | 917        | 948        | 希爾萬的穆罕默德二世之子                     |
| 穆罕默德三世時期錢幣  | 希爾萬的穆罕默德三世 也是剌讓沙，以及 Tabarsaran 的沙阿（公元917年到948年） | 948        | 956        | 阿布·塔河·亞茲德之子                         |
|                       | 希爾萬的阿瑪德 也是剌讓沙 （公元948年到956年）                              | 956        | 981        | 希爾萬的穆罕默德三世之子                     |
|                       | 希爾萬的穆罕默德四世 也是剌讓沙（公元956年到981年）                         | 986        | 991        | 希爾萬的阿瑪德之子                           |
|                       | 希爾萬的亞茲德二世                                                          | 991        | 1027       | 希爾萬的穆罕默德四世的兄弟                   |
|                       | 希爾萬的馬努齊爾一世                                                        | 1027       | 1034       | 希爾萬的亞茲德二世之子                       |
|                       | 希爾萬的阿里二世                                                            | 1034       | 1043       | 希爾萬的馬努齊爾一世的兄弟                   |
|                       | 希爾萬的庫巴德                                                              | 1043       | 1049       | 希爾萬的阿里二世的兄弟                       |
|                       | 希爾萬的阿里三世                                                            | 1049       | 1050       | 希爾萬的庫巴德的侄子                         |
|                       | 希爾萬的薩拉                                                                | 1050       | 1063       | 希爾萬的阿里三世的叔伯                       |
|                       | 法力布茲一世                                                                | 1063       | 1096       | 希爾萬的薩拉之子                             |
|                       | 希爾萬的馬努齊爾二世                                                        | 1096       | 1106       | 法力布茲一世之子                             |
|                       | 阿夫里敦一世                                                                | 1106       | 1120       | 希爾萬的馬努齊爾二世的兄弟                   |
|                       | 馬努齊爾三世                                                                | 1120       | 1160       | 阿夫里敦一世之子                             |
|                       | 阿夫里敦二世                                                                | 1160       | 1160       | 馬努齊爾三世之子                             |
|                       | 阿赫希坦一世                                                                | 1160       | 1197       | 阿夫里敦二世的兄弟                           |
|                       | 薩漢沙                                                                      | 1197       | 1200       | 阿赫希坦一世的兄弟                           |
|                       | 法力布茲二世                                                                | 1200       | 1204       | 薩漢沙的侄子                                 |
|                       | 法魯克扎德一世                                                              | 1204       | 1204       | 法力布茲二世的叔伯                           |
|                       | 古斯塔斯伯一世                                                              | 1204       | 1225       | 法魯克扎德一世 之子                          |
|                       | 法力布茲三世                                                                | 1225       | 1243       | 古斯塔斯伯一世之子                           |
|                       | 阿赫希坦二世                                                                | 1243       | 1260       | 法力布茲三世之子                             |
|                       | 法魯克扎德二世                                                              | 1260       | 1282       | 阿赫希坦二世之子                             |
|                       | 阿赫希坦三世                                                                | 1282       | 1294       | 法魯克扎德二世之子                           |
|                       | 季卡夫斯一世                                                                | 1294       | 1317       | 阿赫希坦三世之子                             |
|                       | 希爾萬的凱庫巴德一世                                                        | 1317       | 1348       | 季卡夫斯一世的叔伯                           |
|                       | 卡夫斯一世                                                                  | 1348       | 1372       | 希爾萬的凱庫巴德一世之子                     |
|                       | 希爾萬的胡相                                                                | 1372       | 1382       | 卡夫斯一世之子                               |
|                       | 希爾萬的易卜拉欣一世                                                        | 1382       | 1417       | 希爾萬的胡相的侄子                           |
|                       | 卡利魯拉一世                                                                | 1417       | 1465       | 希爾萬的易卜拉欣一世之子                     |
| 法魯克·亞薩爾時期錢幣 | 法魯克·亞薩爾                                                               | 1465       | 1500       | 卡利魯拉一世之子                             |
|                       | 巴赫拉姆· 別戈                                                              | 1501       | 1501       | 法魯克· 亞薩爾的兄弟                         |
|                       | 伽基·別戈                                                                   | 1501       | 1501       | 巴赫拉姆· 別戈之子                           |
|                       | 蘇丹·馬穆德                                                                 | 1501       | 1502       | 伽基·別戈之子                                |
|                       | 塞克沙·易卜拉欣二世                                                         | 1502       | 1524       | 蘇丹·馬穆德的兄弟                            |
|                       | 卡利魯拉二世                                                                | 1524       | 1535       | 塞克沙·易卜拉欣二世之子                      |
|                       | 法魯克· 亞沙二世                                                            | 1535       | 1535       | 卡利魯拉二世的兄弟                           |
|                       | 希爾萬的沙魯克                                                              | 1535       | 1539       | 法魯克· 亞沙二世之子                         |

## 參照
- 阿塞拜疆歷史
- 沙馬基
- 遜尼派穆斯林王朝名單（英语：List of Sunni Muslim dynasties）

## 資料來源
- Fisher, William Bayne; Avery, P.; Hambly, G. R. G; Melville, C.  6. Cambridge: Cambridge University Press. 1986  [2021-09-02]. ISBN 978-0521200943. （原始内容存档于2021-09-02）.

## 外部連結
- 维基共享资源上的相關多媒體資源：希爾萬沙王朝